# Woluwe-Saint-Lambert
Sint-Lambrechts-Woluwe (holland kiejtése: sɪnt ˈlɑmbrɛxts ˈʋoːlyʋə) vagy Woluwe-Saint-Lambert (francia) egyike a Brüsszel fővárosi régiót alkotó 19 alapfokú közigazgatási egységnek, községnek. A kerület egyike a Brüsszelben található elegánsabb lakóövezeteknek, jellegében leginkább Uccle-hez hasonlít, vagy például Londonban a Kensington és Chelsea kerületre. A kerületben vegyesen találhatók apartmanok, sorházak és saját kerttel rendelkező családi házak.

## A kerület elnevezése
Mivel a brüsszeli régió hivatalosan kétnyelvű ezért a kerület nevének két változata létezik: Sint-Lambrechts-Woluwe (hollandul) vagy Woluwe-Saint-Lambert (franciául). A kerület nevét a francia kiejtést követve gyakran Woluwénak írják, illetve rövidítésekben WSL-ként használják. Ezen felül használatos még a Woluwe-St-Lambert verzió is.

## Földrajz

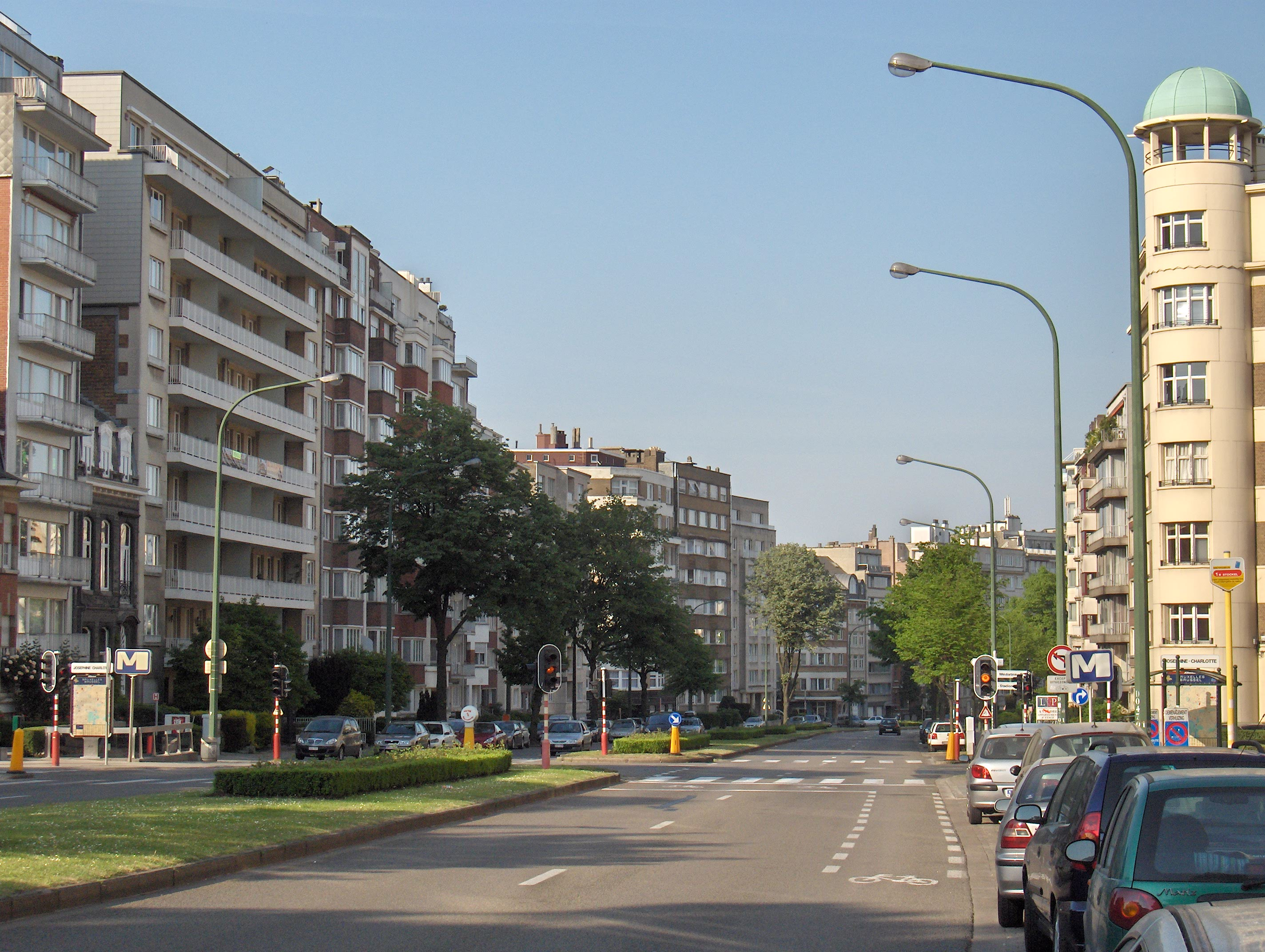
Az Avenue de Broqueville
De Broquevillelaan

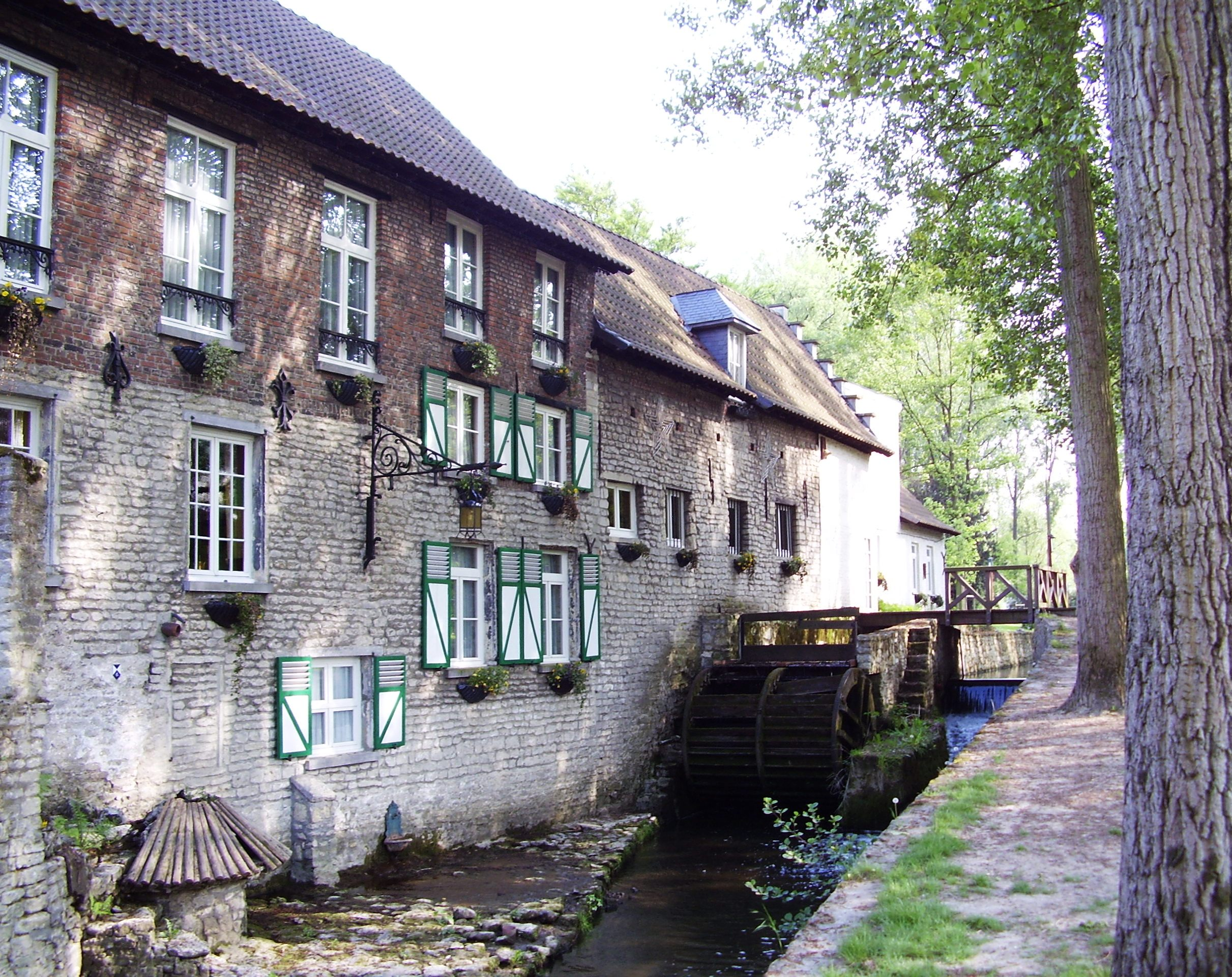
A 13. századi Lindekemale vízimalom

A kerület Brüsszel keleti oldalán, a városi körgyűrű 1-2 kijáratához közel található, Brüsszel egyik leginkább dombos része, sok fásított területtel és számos parkkal. A kerületen keresztülfolyik a Woluwe-folyó.
A kerületben található a Leuveni Katolikus Egyetem brüsszeli campusa, valamint számos belga rádió és televíziós társaság, mint például az RTL Group, székhelye.
A kerültben számos bevásárlóutca található, mint például az Avenue Georges Henri (hollandul: Georges Henrilaan), illetve a Woluwe Shopping Centre, a Roodebeek metrómegállónál.
A kerület legjelentősebb utcáit és útjait jelentős 20. századi belga politikusok után nevezték el, mint például Avenue Charles de Broqueville és az Avenue Paul Hymans.
A kerület alatt fut a brüsszeli metró 1-es (korábban 1B) vonala, és itt található a vonal végállomása is (Stokkel–Stockel).

## Történet

### A középkorig

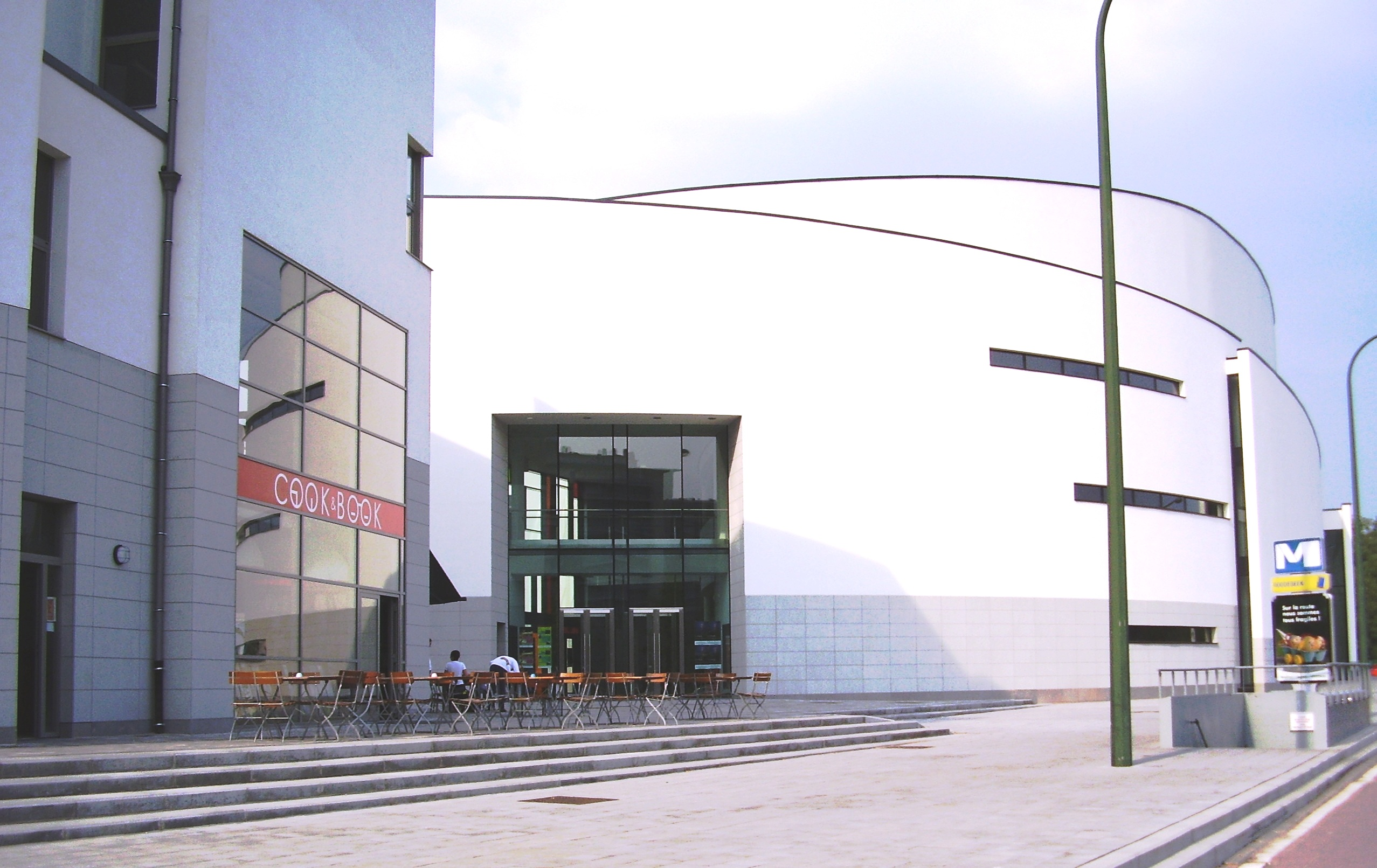
A Wolubilis kulturális központ

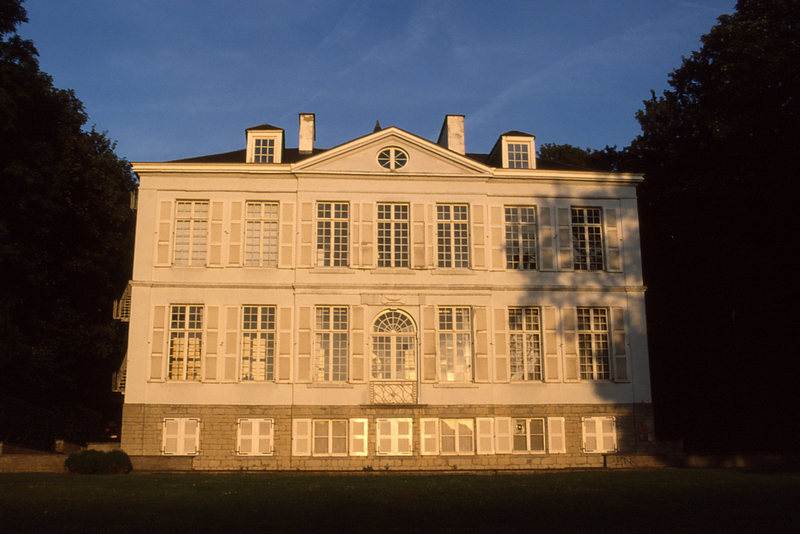
A Chateau Malou

A kerületben folyó ásatások számos, a bronzkorból származó leletet tártak fel, annak jeleként, hogy ez a terület meglehetősen korán benépesült. A kerület elődjének számító falu első említése azonban a 11. századból származik, amikor a Woluwe-folyó melletti erdőt kivágták és az irtást mezőgazdasági felhasználásra előkészítették. A 12. sz.-ból származik a kerület legrégebbi templomának román stílusú tornya, amelyet Szent Lambert-nek szenteltek, aki a 7. században Maastricht püspöke volt, és a mai Liège városa közelében szenvedett vértanúságot.
A 12. század végén a Saint Lambert-egyházközséget és a hozzá tartozó földeket a brüsszeli Szent Mihály és Szent Gudula káptalanháznak (a mai katedrális elődjének) adományozták. Számos alapítvány és kórház telepedett ekkor a Woluwe-folyó völgyébe.
A középkor nagy részében Woluwe a Brabanti Hercegség része volt, a herceg egyik hűbérurának irányítása alatt. A Woluwe menti területek egy része a Forest / Vorst-i és a leuveni 't Park apátságok része volt.

### A 16. századtól napjainkig
A kerület lakossága egészen napjainkig túlnyomórészt földművelőkből állt, a környék elsősorban a mezőgazdasággal foglalkozott. A 16. századtól kezdve települt a környékre a brüsszeli nemesség és a tehetősebb papság egy része, néhány ekkor épült kastély a mai napig fennmaradt. 1897-ben a Chausse de Tervueren megépítésével, illetve a városi közlekedés fejlődésével a kerület egyre közelebb került a brüsszeli polgároknak, akik a csendet és nyugalmat keresve nagy számban költöztek ide.
A városiasodás igazán csak a 20. században vett lendületet, ekkor épültek ki jómódú polgárságnak otthont adó lakónegyedek, követve az akkor divatos Art Noveau és art déco stílusokat. Ezek jó része a Brand Whitlock Boulevard környékén látható.
A folyamat napjainkban is tart, egyre újabb és újabb lakónegyedek épülnek, amelyek elsősorban a tehetősebb brüsszelieket, illetve az Európai Unió és különböző nemzetközi vállalatok által foglalkoztatott külföldieket vonzanak.

## Látnivalók, érdekességek
- A Woluwe-folyó völgyében számos parkot alakítottak ki, mint például a Parc de Woluwe, a Parc des Sources vagy a Parc Malou.
- A román stílusú Saint-Lambert-templom legkorábbi része a harangtorony. A templomot a 18-19. század során több alkalommal átépítették és kibővítették.
- A templommal szemben található a Hof van Brussel kastély, amely a 16-17. sz.-ban épült, bár egyes részei a 12. századból származnak. Az épület névadója az első birtokos, a „van Brussel” (franciául a „de Brouxelles”) család volt.
- A kerületi önkormányzat központja az 1930-as években épült városháza, amely a metró Tomberg megállója közelében áll.
- A Parc de Roodebeekben található a kerületi múzeum, amely a brüsszeli építész Emile Devos tervei alapján épült.
- A neoklasszikus stílusú, 1776-ban épült Château Malou a hasonló nevű park közepén áll.
- A Hof ten Berg tanya a 18. sz.-ból származik, egykor a Vorst apátság része volt a körülötte fekvő mintegy 100 hektáros területtel együtt.
- A 12. sz.-i  Lindekemale vízimalom a Parc Malou szélén áll, manapság mint étterem működik.
- A Slot kastély Woluwe korábbi urainak volt a lakhelye, 1500 körül épült
- A Wolubilis kulturális központ és színházat 2006-ban avatták fel, az épületegyüttes az Avenue Paul Hymanslaanon található, a metró Roodebeek megállójához közel.

## A kerület híres szülöttei
- Jules Malou, belga politikus (1810–1886), 1871–1878 között Belgium miniszterelnöke
- A belga királyi család számos tagja, mint például Princess Louise, Prince Nicolas, és Prince Aymeric

## Egyéb
A kerület futballcsapata a belga 3. osztályban versenyző Royal White Star Woluwe (RWSW). A klub a Chemin du Struykbeken-en található Fallon Stadium-ban edz, illetve itt játsszák az otthoni mérkőzéseket. A csapat honlapja: www.whitestar.be
A KV Woluwe-Zaventem a brüsszel melletti Zaventem város csapata.

## Testvérvárosok
- FRA: Meudon
- RUA: M’Bazi